# 郝中士
郝中士（1911年—1985年），男，江苏沛县人，中华人民共和国政治人物。

## 生平
早年担任沛县县委书记，历任中共湖北省秘书长，粤东区委书记、广西省委副书记，广西省人民委员会副省长、代省长，中共广西省委书记处书记，1976年，担任中华人民共和国农林部、农业部副部长。